# Rodoald de Friuli
Rodoald (d. 694) a fost duce de Friuli, datele domniei sale nefiind cunoscute.
Se știe că Rodoald i-a succedat ca duce lui Landar în a doua jumătate a secolului al VII-lea.
În 694, Rodoald a fost atacat de către Ansfrid și s-a refugiat în Istria, de unde a plecat pe mare către Ravenna și a ajuns la curtea regelui Cunincpert de la Pavia. 